# Montiers-sur-Saulx
 Montiers-sur-Saulx  là một xã thuộc tỉnh Meuse trong vùng Grand Est đông nam nước Pháp. Xã này có diện tích 45,92 km2, dân số năm 1999 là 456 người.